# Premna orangeana
Premna orangeana là một loài thực vật có hoa trong họ Hoa môi. Loài này được Capuron miêu tả khoa học đầu tiên năm 1972.